# Coryphopterus thrix
Coryphopterus thrix é uma espécie de peixe da família Gobiidae. É distribuída no Atlântico Ocidental, ocorrendo desde o sul da Flórida e Bahamas até o litoral do Brasil, incluindo recifes costeiros do estado do Maranhão.

## Descrição morfológica
Espécie de porte pequeno, com comprimento máximo registrado de aproximadamente 5 centímetros de comprimento total. Apresenta corpo subcilíndrico, coberto por escamas grandes (cerca de 25 a 26 em série lateral), sem linha lateral evidente; cabeça sem escamas; focinho reto e bico pequeno, com boca relativamente horizontal. Possui duas nadadeiras dorsais: a primeira com 06 raios (sendo o segundo raia dorsal prolongado) e a segunda com 8 a 9 raios; nadadeira anal com 9; nadadeiras peitorais com 17 a 19 raios; nadadeiras pélvicas 5, unidas na região ventral formando disco com freno, papilas urogenitais em machos relativamente longas, aproximadamente metade da altura da espinha anal. A coloração geral do corpo é translúcida, com pupilas dos olhos circundadas por linhas radiantes e sem padrão de manchas vistosas, exceto eventualmente uma mancha escura característica próxima à base da nadadeira caudal.

## Distribuição e habitat
Espécie associada a recifes tropicais rasos, ocorrendo preferencialmente em recifes de corais, rochas ou fundos arenosos adjacentes, em profundidades que variam de 10 a 20 metros. Foi registrada em banco de recifes localizados no estado do Maranhão, como parte de levantamentos de ictiofauna recifal no Nordeste brasileiro. A distribuição geográfica estende-se desde a costa sul da Flórida (EUA) e Bahamas, passando pelo Caribe, até o litoral do Brasil, chegando ao estado do Maranhão e demais estados do Nordeste brasileiro.

## Biologia e ecologia
Alimentação: Onívoro e detritívoro, alimenta-se principalmente de microalgas bentônicas, matéria orgânica em decomposição e pequenos crustáceos bentônicos (como camarões e pequenos caranguejos) encontrados em substrato arenoso ou rochoso.
Reprodução: Espécie de substrato, depositando ovos sobre o substrato do recife. Possui fase larval pelágica.
Comportamento: Comportamento discreto; frequentemente observado em pequenos grupos, patrulhando áreas arenosas próximas a rochas ou corais, onde se alimenta e busca abrigo em pequenas cavernas ou fendas.

## Estado de conservação
Listada como Vulnerable (VU) segundo o critério A3ce na lista vermelha da IUCN, devido ao declínio populacional estimado em mais de 30% em dez anos ou três gerações, principalmente relacionado à degradação de recifes de coral e impactos da pesca de arrasto que destroem habitats rasos onde ocorre. Não ocorre em áreas protegidas suficientes que garantam a integridade de sua população, sendo necessária a implementação de medidas de conservação específicas para recifes tropicais rasos.

## Taxonomia e etimologia
A espécie foi formalmente descrita por James E. Böhlke e C. Richard Robins em 1960, com base em material coletado na Ilha de New Providence, Bahamas. O nome genérico Coryphopterus deriva do grego koryphe (cume, topo) e pteron (nadadeira, asa), referindo-se a características morfológicas das nadadeiras dorsais da família Gobiidae. Para Coryphopterus thrix, o epíteto específico “thrix” provém do grego “thríx” (cabelo), possivelmente em alusão a finos filetes ou padronagens alongadas no corpo do peixe.